# خيش (فيلق للهاغاناه)

شارة خيش

خيش (بالعبرية: חי"ש، اختصار للفظ «خيل هاساديه» (بالعبرية: חיל השדה، الفيلق الميداني حرفياً) كان فيلقاً شكلته الهاغاناه خلال الانتداب البريطاني على فلسطين في 1939، بعد حل القوة المُجندة الأصغر حجماً المعروفة باسم «بوش». واعتبر بمثابة الفيلق الرئيسي الأول للهاغاناه، إلى جانب خيم وبلماح.

## تاريخه
كان عام 1939 نقطة تحول بالنسبة لقوات الدفاع اليهودية. حيث نُقل أورد تشارلز وينغيت من فلسطين واستُبدلت بوش بالفيلق الميداني (خيل هاساديه) الأقل قدرة على الحركة ولكنه راسخ. تشكلت قوات الفيلق من رجال تلقوا تدريباً عسكرياً أساسياً في وحدات الحرس الوطني (خيل مشمار). مع الفصائل الليلية الخاصة [الإنجليزية] «بلوغوت ميوهادوت (بالام)» كـسرايا خاصة سرية لشن حرب إرهابية مضادة للعرب. ضم خيش 9500 فرداً، معظمهم غير مدربين، وتتراوح أعمارهم بين 18 و25 عاماً.
تألف خيش من لواء ليفانوني، ولواء كرملي، ولواء جولاني، ولواء كرياتي، ولواء ألكسندروني، ولواء عتصيوني، ولواء جفعاتي، ولواء عوديد.

## للاستزادة
- Katz, Sam (1988). Israeli Elite Units since 1948. Osprey Publishing. (ردمك 0-85045-837-4)